# Estación Resistencia (Ramal F)
Resistencia era una estación de ferrocarril ubicada en la ciudad de Resistencia, capital de la provincia del Chaco, Argentina
La estación fue habilitada en 1907 por el Ferrocarril Provincial de Santa Fe.
Es un edificio de dos plantas con galerías que hoy alberga el Museo de Ciencias Naturales Augusto Schulz.
Fue declarado Monumento Histórico Nacional en 1989 (Decreto 325).

## Servicios
Era una de las estaciones cabeceras del Ramal F que partía de la Estación Santa Fe del Ferrocarril General Belgrano.